# Piletocera aegimiusalis
Piletocera aegimiusalis är en fjärilsart som beskrevs av Walker 1859. Piletocera aegimiusalis ingår i släktet Piletocera och familjen Crambidae. Inga underarter finns listade i Catalogue of Life.